# Anton Zimmermann
Anton Zimmermann (Presburg, avui Bratislava, Eslovàquia, 1741 - 16 d'octubre de 1781) fou un organista i compositor eslovac.
Fou organista de la catedral de Presburg i mestre de capella del príncep Bathany.

## Biografia
Zimmermann probablement va rebre la seva formació musical a la seva Silèsia natal. Va ocupar un lloc com a organista a la catedral de Königgrätz. Des de 1772 va treballar a Preßburg. El 1776, Zimmermann hi va rebre una posició permanent com a "compositor de la cort príncep" al servei del príncep-bisbe i primat d'Hongria, el comte József Batthyány. El 1780 esdevingué organista de la catedral. Dues de les simfonies de Zimmermann van ser atribuïdes durant molt de temps a Joseph Haydn, presumiblement això va ser fet per l'oboista de l'Orquestra Esterhazy, que va treballar a Preßburg durant un any i va dedicar els solos d'oboè a Zimmermann. La simfonia en do major es va imprimir el 1939 amb el nom de Haydn.
Va compondre d'obres instrumentals, algunes d'aquestes publicades. Entre aquestes i figuren:
- nous sonates per a piano i violí obligats Op. 2.
- sis duos per a violins
- sis quartets per a instruments d'arc
- el melodrama Andromeda und Perseus
- Narcisse et Pierre, comèdia lírica
- Trios de corda en si bemoll i sol major
- Concert en fa major per a fagot i orquestra
- Concert per a contrabaix i orquestra
- Diverses simfonies
- XII Quintetti per a 3 violins, viola i baix continu
- Diverses partites i cassaciones
- "Missa Te Deum laudamus"
- "Lamentació per la mort de Maria Teresa"
- "Grand concert pour le clavecin o piano forte amb l'accompagnement de 2 violins, alt i baix, 2 oboès i cors"

## Obres escèniques
- Narcisse et Pierre, Singspiel (1772, Bratislava)
- Die Wilden (Llibret: Johann Schilson), Melodrama (1777, Bratislava)
- Andromeda und Perseus (Llibret: Wolfgang von Kempelen), Melodrama (1781, Viena, Hofburgtheater)
- Zelmor und Ermide, Melodrama